# Lo-fi (musikgenre)
Lo-fi är en musikgenre som använder lo-fi-inspelningar som ett konstnärligt uttryckssätt. Målet är att låta autentisk snarare än överproducerad. Många lo-fi-artister använder billiga kassettbandspelare för att spela in sin musik.
Lo-fi kan sägas gå tillbaka till Beach Boys (albumet Smiley Smile), Beatles eller Buddy Holly (Holly spelade in några låtar i ett ombyggt garage). Som genre förknippas lo-fi huvudsakligen med inspelningar från 1980-talet och framåt, då kassetteknik som Tascams fyrspårs portastudio blev spridd. Tidiga representanter är Daniel Johnston, Beat Happening och skivbolaget K Records, och den nyzeeländska musikscenen runt Tall Dwarfs och Flying Nun Records. Lo-fi fick en bredare publik i och med framgångarna för Beck, Sebadoh, Pavement, Eric's Trip och Elliott Smith.
Lo-fi-artister spelar ofta in sin musik på gammal eller dålig utrustning, ursprungligen av ekonomisk nödvändighet men numera huvudsakligen för de unika ljudegenskaperna. Många artister kopplade till lo-fi-rörelsen, som Bill Callahan eller Bob Log III, har upprepade gånger avfärdat användandet av bättre inspelningsteknik, eftersom de ville ha en "rå" ljudbild, medan andra, till exempel Guided by Voices och The Mountain Goats successivt övergick till professionella studior.
Lo-fi-teknik finns i några genrer utanför indierocken, speciellt black metal, där den låga inspelningskvalitén har blivit närmast önskvärd. En del fans letar avsiktligt upp extremt lo-fi konsertbootleginspelningar, som den ökända Dawn of the Black Hearts, som är av så låg kvalitet att de överskrider den normala uppfattningen av musik.
DIY-punk är också välkänt för sin dragning åt lo-fi, oftast producerat på billig utrustning, och kopierat från band till band på hemmaanläggningar för att ytterligare försämra ljudkvaliteten. Inom DIY-punken symboliserar lo-fi främst ett avståndstagande från kommersiella värderingar.

## Chillhop
Chillhop eller så också kallad Jazzhop är en blandning av Hiphop, Triphop, Jazz och Lo-fi. Trenden kom tidigt under 2016 och är väldigt populärt på SoundCloud idag. Chillhop är vanligt att sampla jazz och piano eller jazz guitar för att få den gamla känslan av nostalgi. Kassettspelarljudeffekt är vanligt att ha som intro eller outro. 
Största skivbolaget inom genren är Chillhop Records som grundades 2014. Huvudkontoret ligger i Nederländerna. 
Populära artister inom Chillhop/Jazzhop 
- Tomppabeats
- Jinsang
- Bsd.u
- o k h o
- Idealism
- weird inside
- potsu
- fujitive
- eery
- Xenius
- Shiloh Dynasty

## Lo-fi House
Lo-fi House är dansmusik som används mer för dämpade trummor, hit hats och synth. Lo-fi House kan vara också kopplat till loungemusik.

## Bedroom pop
Begreppet "bedroom musicians" uppstod först på 2000-talet i samband med att bärbara datorer började användas i många former av populärmusik och avantgardistisk musik. Sedan dess har det funnits en ökande tendens att gruppera all heminspelad musik under termen "lo-fi". Från denna utveckling kom bedroom pop, en löst definierad musikgenre som hänvisar till artister som spelar in hemma, snarare än i traditionella inspelningsutrymmen.
"Bedroom pop" har också använts för att beskriva en särskild estetik. 2006 skrev Tammy LaGorce på The New York Times att bedroom pop var "bloggliknande musik som försöker göra världen till en bättre plats genom en perfekt hemmagjord låt". På 2010-talet använde journalister termen urskillningslöst för all musik med en "flummig" produktionskvalitet.
Daniel Wray från The Guardian definierade termen 2020 som en genre av heminspelad musik med ett "drömmigt, introspektivt och intimt" sound, och en som spänner "över indie, pop, R&B och emo". Jenessa Williams från The Forty-Five behandlar bedroom pop nästan synonymt med lo-fi, som traditionellt har använts som "ett smickrande sätt att klä upp hemmagjorda demos och slacker-estetik" innan det på senare år omkontextualiserades som "midwestern emo utan thrashing; Soundcloud rap utan braggadocio".
Artisten Clairo svarade i en intervju från 2017 att "det var aldrig min avsikt att göra musik som låter som "bedroom pop", jag använde bara de resurser jag hade tillgängliga... och de var inte av särskilt hög kvalitet". I samma artikel beskrivs bedroom pop mer som en DIY rörelse, och flera artister inom genren anser att termen bedroom pop är väldigt restriktiv.